# Vellozia andina
Vellozia andina är en enhjärtbladig växtart som beskrevs av Ibisch, R.Vásquez och Christoph Nowicki. Vellozia andina ingår i släktet Vellozia och familjen Velloziaceae.
Artens utbredningsområde är Bolivia. Inga underarter finns listade.